# Alessandra Panaro
Alessandra Panaro (Roma, 14 de dezembro de 1939 – Genebra, 1 de maio de 2019) foi uma atriz italiana da década de 1950 e 1960, cujo destaque em sua filmografia é Lazzarella de 1957.
Faleceu em 1º de maio de 2019 aos 79 anos de idade.

## Filmografia selecionada
- 1955 - Gli innamorati
- 1956 - Guardia, guardia scelta, brigadiere e maresciallo
- 1957 - Poveri ma belli
- 1957 - Belle ma povere
- 1957 - Amore e chiacchiere
- 1957 -   Lazzarella
- 1958 - Totò, Peppino e le fanatiche
- 1958 - Poveri milionari
- 1959 - Cerasella
- 1960 - Rocco e Seus Irmãos
- 1961 - Le baccanti
- 1962 - El hijo del capitán Blood
- 1965 - 30 Winchester per El Diablo
- 1976 - La Madama